# 2. česká hokejová liga 2011/2012
2. národní hokejová liga v sezóně 2011/2012 byla 19. ročníkem samostatné třetí nejvyšší české soutěže v ledním hokeji. Z 1. ligy sestoupil tým HC Chrudim. Z krajských přeborů do druhé ligy naopak postoupily týmy HC Strakonice a HC TJ Šternberk. Licence do ročníku 2011/2012 prodaly HC Chrudim do HC Draci Bílina a HC Roudnice nad Labem do HC RT Torax Poruba. 7. září neboli tři dny před začátkem sezóny oznámil klub HC TJ Šternberk že odstupuje ze soutěže.

## Systém soutěže
Soutěže se účastnilo 32 celků rozdělených do tří skupin po jedenácti (střed) a (východ) a 10 mužstvech (západ). Celky se mezi sebou v rámci skupiny utkaly čtyřkolově každý s každým - celkem 40 kol (střed a východ) a 36 (západ). Do play off postoupila z každé skupiny nejlepší osmička týmů. V play off se hrálo na tři vítězná utkání. Vítězové play off jednotlivých skupin postoupili do baráže o 1. ligu. Nejhorší týmy každé skupiny hrály baráž o udržení ve 2. lize.

## Západ
- Karlovarský kraj: HC Baník Sokolov
- Středočeský kraj: HC Benešov, HC Řisuty
- Ústecký kraj: HC Děčín, HC Draci Bílina, HC Klášterec nad Ohří
- Praha: HC Kobra Praha
- Jihočeský kraj: HC Milevsko 2010
- Liberecký kraj: HC Vlci Jablonec nad Nisou
- Plzeňský kraj: SHC Klatovy

### Základní část
| Vysvětlivka                    |
| ------------------------------ |
| Postup do čtvrtfinále play off |
| Tým vyřazen                    |
| Účastník baráže o 2. ligu      |

| Poř. | Tým                        | Z  | V  | VP | PP | P  | VG  | OG  | B  |
| ---- | -------------------------- | -- | -- | -- | -- | -- | --- | --- | -- |
| 1.   | HC Klášterec nad Ohří      | 36 | 23 | 4  | 2  | 7  | 164 | 97  | 79 |
| 2.   | HC Řisuty                  | 36 | 19 | 6  | 2  | 9  | 149 | 113 | 71 |
| 3.   | HC Kobra Praha             | 36 | 19 | 1  | 0  | 16 | 149 | 145 | 59 |
| 4.   | HC Milevsko 2010           | 36 | 15 | 4  | 4  | 13 | 135 | 129 | 57 |
| 5.   | HC Děčín                   | 36 | 17 | 1  | 2  | 16 | 135 | 135 | 55 |
| 6.   | HC Vlci Jablonec nad Nisou | 36 | 15 | 3  | 1  | 17 | 127 | 121 | 52 |
| 7.   | SHC Klatovy                | 36 | 14 | 3  | 3  | 16 | 140 | 150 | 46 |
| 8.   | HC Benešov                 | 36 | 12 | 1  | 5  | 18 | 130 | 145 | 43 |
| 9.   | HC Draci Bílina            | 36 | 12 | 0  | 6  | 18 | 142 | 169 | 42 |
| 10.  | HC Baník Sokolov           | 36 | 7  | 4  | 2  | 23 | 118 | 185 | 31 |

### Play off

#### Čtvrtfinále
- HC Klášterec nad Ohří - HC Benešov 4:3 (2:2, 2:1, 0:0)
- HC Benešov - HC Klášterec nad Ohří 0:4 (0:2, 0:0, 0:2)
- HC Klášterec nad Ohří - HC Benešov 5:0 (k)
- HC Klášterec nad Ohří vyhrál sérii 3:0.

- HC Řisuty - SHC Klatovy 2:3 (1:1, 0:1, 1:1)
- SHC Klatovy - HC Řisuty 5:2 (1:0, 3:1, 1:1)
- HC Řisuty - SHC Klatovy 0:1 (0:1, 0:0, 0:0)
- SHC Klatovy vyhrály sérii 3:0.

- HC Kobra Praha - HC Vlci Jablonec nad Nisou 3:4 (1:1, 1:1, 1:2)
- HC Vlci Jablonec nad Nisou - HC Kobra Praha 2:5 (0:2, 1:1, 1:2)
- HC Kobra Praha - HC Vlci Jablonec nad Nisou 9:2 (1:0, 3:1, 5:1)
- HC Vlci Jablonec nad Nisou - HC Kobra Praha 2:10 (0:4, 1:4, 1:2)
- HC Kobra Praha vyhrála sérii 3:1.

- HC Milevsko 2010 - HC Děčín 4:2 (1:1, 3:1, 0:0)
- HC Děčín - HC Milevsko 2010 4:1 (2:0, 2:1, 0:0)
- HC Milevsko 2010 - HC Děčín 1:6 (1:3, 0:1, 0:2)
- HC Děčín - HC Milevsko 2010 13:1 (2:0, 6:1, 5:0)
- HC Děčín vyhrál sérii 3:1.

#### Semifinále
- HC Klášterec nad Ohří - SHC Klatovy 5:4 (3:0, 1:2, 1:2)
- SHC Klatovy - HC Klášterec nad Ohří 3:4 (P) (1:3, 1:0, 1:0 - 0:1)
- HC Klášterec nad Ohří - SHC Klatovy 7:1 (4:0, 1:1, 2:0)
- HC Klášterec nad Ohří vyhrál sérii 3:0.

- HC Kobra Praha - HC Děčín 5:7 (2:2, 2:2, 1:3)
- HC Děčín - HC Kobra Praha 4:2 (2:1, 1:0, 1:1)
- HC Kobra Praha - HC Děčín 4:6 (3:0, 1:0, 0:6)
- HC Děčín vyhrál sérii 3:0.

#### Finále
- HC Klášterec nad Ohří - HC Děčín 5:4 (SN) (2:0, 1:3, 1:1 - 0:0)
- HC Děčín - HC Klášterec nad Ohří 5:3 (0:2, 3:1, 2:0)
- HC Klášterec nad Ohří - HC Děčín 10:1 (2:1, 3:0, 5:0)
- HC Děčín - HC Klášterec nad Ohří 5:0 (1:0, 2:0, 2:0)
- HC Klášterec nad Ohří - HC Děčín 3:0 (1:0, 0:0, 2:0)
- HC Klášterec nad Ohří vyhrál sérii 3:2 a postoupil do baráže o 1. ligu.

## Střed
- Jihomoravský kraj: HC Břeclav, SHK Hodonín, VSK Technika Brno
- Vysočina: HC Chotěboř, SKLH Žďár nad Sázavou, Spartak Pelhřimov
- Královéhradecký kraj: HC Trutnov
- Jihočeský kraj: KLH Vajgar Jindřichův Hradec
- Středočeský kraj: NED Hockey Nymburk, TJ SC Kolín, TJ Sršni Kutná Hora

### Základní část
| Vysvětlivka                    |
| ------------------------------ |
| Postup do čtvrtfinále play off |
| Tým vyřazen                    |
| Účastník baráže o 2. ligu      |

| Poř. | Tým                          | Z  | V  | VP | PP | P  | VG  | OG  | B  |
| ---- | ---------------------------- | -- | -- | -- | -- | -- | --- | --- | -- |
| 1.   | SHK Hodonín                  | 40 | 30 | 1  | 2  | 7  | 190 | 94  | 94 |
| 2.   | VSK Technika Brno            | 40 | 21 | 8  | 3  | 8  | 186 | 103 | 82 |
| 3.   | HC Trutnov                   | 40 | 22 | 1  | 3  | 14 | 153 | 144 | 71 |
| 4.   | NED Hockey Nymburk           | 40 | 20 | 2  | 3  | 15 | 162 | 142 | 67 |
| 5.   | KLH Vajgar Jindřichův Hradec | 40 | 19 | 2  | 2  | 17 | 161 | 132 | 63 |
| 6.   | TJ SC Kolín                  | 40 | 17 | 4  | 4  | 15 | 128 | 121 | 63 |
| 7.   | SKLH Žďár nad Sázavou        | 40 | 18 | 1  | 3  | 18 | 132 | 135 | 59 |
| 8.   | HC Břeclav                   | 40 | 17 | 3  | 2  | 18 | 127 | 137 | 59 |
| 9.   | HC Spartak Pelhřimov         | 40 | 17 | 1  | 1  | 21 | 129 | 153 | 54 |
| 10.  | HC Chotěboř                  | 40 | 7  | 1  | 3  | 29 | 79  | 211 | 26 |
| 11.  | TJ Sršni Kutná Hora          | 40 | 5  | 3  | 1  | 31 | 111 | 186 | 22 |

### Play off

#### Čtvrtfinále
- SHK Hodonín - HC Břeclav 6:2 (3:0, 1:0, 2:2)
- HC Břeclav - SHK Hodonín 1:3 (1:1, 0:1, 0:1)
- SHK Hodonín - HC Břeclav 3:5 (2:3, 0:1, 1:1)
- HC Břeclav - SHK Hodonín 1:2 (0:0, 0:0, 1:2)
- SHK Hodonín vyhrál sérii 3:1.

- VSK Technika Brno - SKLH Žďár nad Sázavou 2:4 (2:1, 0:0, 0:3)
- SKLH Žďár nad Sázavou - VSK Technika Brno 2:3 (2:1, 0:2, 0:0)
- VSK Technika Brno - SKLH Žďár nad Sázavou 6:3 (2:1, 0:1, 4:1)
- SKLH Žďár nad Sázavou - VSK Technika Brno 2:3 (0:1, 1:1, 1:1)
- VSK Technika Brno vyhrála sérii 3:1.

- HC Trutnov - TJ SC Kolín 5:0 (3:0, 0:0, 2:0)
- TJ SC Kolín - HC Trutnov 3:1 (3:0, 0:1, 0:0)
- HC Trutnov - TJ SC Kolín 2:1 (1:0, 1:0, 0:1)
- TJ SC Kolín - HC Trutnov 2:3 (SN) (0:0, 1:0, 1:2 - 0:0)
- HC Trutnov vyhrála sérii 3:1.

- NED Hockey Nymburk - KLH Vajgar Jindřichův Hradec 1:2 (SN) (0:1, 0:0, 1:0 - 0:0)
- KLH Vajgar Jindřichův Hradec - NED Hockey Nymburk 3:2 (1:0, 2:0, 0:2)
- NED Hockey Nymburk- KLH Vajgar Jindřichův Hradec 2:4 (1:1, 0:1, 1:2)
- KLH Vajgar Jindřichův Hradec vyhrál sérii 3:0.

#### Semifinále
- SHK Hodonín - KLH Vajgar Jindřichův Hradec 4:1 (1:0, 3:1, 0:0)
- KLH Vajgar Jindřichův Hradec - SHK Hodonín 5:3 (0:1, 2:1, 3:1)
- SHK Hodonín - KLH Vajgar Jindřichův Hradec 6:2 (1:1, 3:1, 2:0)
- KLH Vajgar Jindřichův Hradec - SHK Hodonín 2:7 (0:3, 1:2, 1:2)
- SHK Hodonín vyhrál sérii 3:1.

- VSK Technika Brno - HC Trutnov 4:2 (1:1, 0:0, 3:1)
- HC Trutnov - VSK Technika Brno 1:6 (0:3, 1:1, 0:2)
- VSK Technika Brno - HC Trutnov 2:1 (1:0, 0:0, 1:1)
- VSK Technika Brno vyhrála sérii 3:0.

#### Finále
- SHK Hodonín - VSK Technika Brno 5:4 (P) (1:0, 3:1, 0:0) - 1:0)
- VSK Technika Brno - SHK Hodonín 3:2 (1:2, 2:0, 0:0)
- SHK Hodonín - VSK Technika Brno 4:3 (SN) (0:1, 1:2, 2:0 - 0:0)
- VSK Technika Brno - SHK Hodonín 4:5 (0:1, 2:2, 2:2)
- SHK Hodonín vyhrál sérii 3:1 a postoupil do baráže o 1. ligu.

## Východ
- Moravskoslezský kraj: HC AZ Havířov 2010, HC Frýdek-Místek, HC Nový Jičín, HC Plus Oil Karviná, HC RT Torax Poruba, HC Slezan Opava
- Zlínský kraj: HC Bobři Valašské Meziříčí, HC Uherské Hradiště, VHK Vsetín
- Olomoucký kraj: HC Zubr Přerov, HK Jestřábi Prostějov

### Základní část
| Vysvětlivka                    |
| ------------------------------ |
| Postup do čtvrtfinále play off |
| Tým vyřazen                    |
| Účastník baráže o 2. ligu      |

| Poř. | Tým                        | Z  | V  | VP | PP | P  | VG  | OG  | B  |
| ---- | -------------------------- | -- | -- | -- | -- | -- | --- | --- | -- |
| 1.   | HC AZ Havířov 2010         | 40 | 26 | 3  | 1  | 10 | 155 | 101 | 85 |
| 2.   | HC Karviná                 | 40 | 25 | 3  | 3  | 9  | 171 | 118 | 84 |
| 3.   | HC Zubr Přerov             | 40 | 24 | 3  | 2  | 11 | 146 | 108 | 80 |
| 4.   | LHK Jestřábi Prostějov     | 40 | 25 | 0  | 2  | 13 | 146 | 104 | 77 |
| 5.   | VHK Vsetín                 | 40 | 22 | 2  | 2  | 14 | 137 | 113 | 72 |
| 6.   | HC Slezan Opava            | 40 | 20 | 3  | 4  | 13 | 144 | 126 | 70 |
| 7.   | HC Bobři Valašské Meziříčí | 40 | 14 | 5  | 2  | 19 | 121 | 139 | 54 |
| 8.   | HC Frýdek-Místek           | 40 | 11 | 1  | 6  | 22 | 99  | 135 | 41 |
| 9.   | HK Nový Jičín              | 40 | 8  | 5  | 3  | 24 | 100 | 151 | 37 |
| 10.  | HC Uherské Hradiště        | 40 | 10 | 1  | 2  | 27 | 118 | 198 | 34 |
| 11.  | HC RT Torax Poruba         | 40 | 6  | 3  | 2  | 29 | 97  | 141 | 26 |

### Play off

#### Čtvrtfinále
- HC AZ Havířov 2010 - HC Frýdek-Místek 4:1 (1:1, 0:0, 3:0)
- HC Frýdek-Místek - HC AZ Havířov 2010 0:10 (0:3, 0:7, 0:0)
- HC AZ Havířov 2010 - HC Frýdek-Místek 11:0 (3:0, 4:0, 4:0)
- HC AZ Havířov 2010 vyhrál serii 3:0.

- HC Karviná - HC Bobři Valašské Meziříčí 4:2 (1:2, 1:0, 2:0)
- HC Bobři Valašské Meziříčí - HC Karviná 3:6 (1:3, 0:1, 2:2)
- HC Karviná - HC Bobři Valašské Meziříčí 8:2 (2:2, 4:0, 2:0)
- HC Karviná vyhrála serii 3:0.

- HC Zubr Přerov - HC Slezan Opava 6:3 (4:0, 2:3, 0:0)
- HC Slezan Opava - HC Zubr Přerov 2:1 (1:0, 0:1, 1:0)
- HC Zubr Přerov - HC Slezan Opava 6:1 (1:1, 1:0, 4:0)
- HC Slezan Opava - HC Zubr Přerov 3:2 (1:0, 2:1, 0:1)
- HC Zubr Přerov - HC Slezan Opava 4:2 (0:0, 2:1, 2:1)
- HC Zubr Přerov vyhrál serii 3:2.

- LHK Jestřábi Prostějov - VHK Vsetín 2:1 (P) (1:1, 0:0, 0:0 - 1:0)
- VHK Vsetín - LHK Jestřábi Prostějov 3:5 (1:0, 1:3, 1:2)
- LHK Jestřábi Prostějov - VHK Vsetín 0:1 (0:1, 0:0, 0:0)
- VHK Vsetín - LHK Jestřábi Prostějov 5:2 (2:0, 1:1, 2:1)
- LHK Jestřábi Prostějov - VHK Vsetín 5:3 (2:0, 3:2, 0:1)
- LHK Jestřábi Prostějov vyhrál serii 3:2.

#### Semifinále
- HC AZ Havířov 2010 - LHK Jestřábi Prostějov 6:2 (3:1, 1:1, 2:0)
- LHK Jestřábi Prostějov - HC AZ Havířov 2010 5:1 (1:0, 2:1, 2:0)
- HC AZ Havířov 2010 - LHK Jestřábi Prostějov 5:2 (1:0, 3:0, 1:2)
- LHK Jestřábi Prostějov - HC AZ Havířov 2010 2:1 (0:0, 2:0, 0:1)
- HC AZ Havířov 2010 - LHK Jestřábi Prostějov 3:2 (1:0, 1:1, 1:1)
- HC AZ Havířov 2010 vyhrál sérii 3:2.

- HC Karviná - HC Zubr Přerov 3:1 (1:0, 0:0, 2:1)
- HC Zubr Přerov - HC Karviná 4:3 (P) (1:0, 1:1, 1:2 - 1:0)
- HC Karviná - HC Zubr Přerov 5:3 (1:2, 1:0, 3:1)
- HC Zubr Přerov - HC Karviná 2:5 (1:2, 0:2, 1:1)
- HC Karviná vyhrála sérii 3:1.

#### Finále
- HC AZ Havířov 2010 - HC Karviná 8:1 (3:0, 2:1, 3:0)
- HC Karviná - HC AZ Havířov 2010 3:2 (2:0, 1:0, 0:2)
- HC AZ Havířov 2010 - HC Karviná 4:1 (2:0, 1:1, 1:0)
- HC Karviná - HC AZ Havířov 2010 4:6 (0:0, 2:1, 2:5)
- HC AZ Havířov 2010 vyhrál sérii 3:1 a postoupil do baráže o 1. ligu.

## Kvalifikace o postup do baráže o 2. ligu
- Přeborníci Pardubického, Plzeňského a Zlínského krajského přeboru se vzdali účasti. Na Vysočině a v Olomouckém kraji se soutěže neorganizovaly.

### Skupina A
| Poř. | Tým                                                                  | Z | V | VP | PP | P | VG | OG | B |
| ---- | -------------------------------------------------------------------- | - | - | -- | -- | - | -- | -- | - |
| 1.   | HC Tábor (přeborník Jihočeského krajského přeboru)                   | 4 | 3 | 0  | 0  | 1 | 26 | 10 | 9 |
| 2.   | SK Kadaň B (přeborník Ústeckého krajského přeboru)                   | 4 | 2 | 1  | 0  | 1 | 16 | 14 | 8 |
| 3.   | HC Rebel Ostrov nad Ohří (přeborník Karlovarského krajského přeboru) | 4 | 0 | 0  | 1  | 3 | 10 | 28 | 1 |

- HC Tábor postoupil do baráže o 2. ligu proti poslednímu celku skupiny střed - HC Sršni Kutná Hora.

### Skupina B
| Poř. | Tým                                                                 | Z | V | VP | PP | P | VG | OG | B  |
| ---- | ------------------------------------------------------------------- | - | - | -- | -- | - | -- | -- | -- |
| 1.   | UHK Lev Slaný (přeborník Středočeského krajského přeboru)           | 6 | 4 | 0  | 1  | 1 | 30 | 16 | 13 |
| 2.   | HC Lomnice nad Popelkou (přeborník Libereckého krajského přeboru)   | 6 | 4 | 0  | 0  | 2 | 22 | 18 | 12 |
| 3.   | HC Hvězda Praha (přeborník Pražského přeboru)                       | 6 | 3 | 1  | 0  | 2 | 29 | 17 | 11 |
| 4.   | HC Stadion Vrchlabí (přeborník Královéhradeckého krajského přeboru) | 6 | 0 | 0  | 0  | 6 | 0  | 30 | 0  |

- UHK Lev Slaný postoupil do baráže o 2. ligu proti poslednímu celku skupiny západ - HC Baník Sokolov.
- Tým HC Stadion Vrchlabí sice původně skupinu vyhrál, ale po protestu týmu UHK Lev Slaný kvůli neoprávněnému startu hráče byly všechny zápasy Vrchlabí zkontumovány 0:5 v jeho neprospěch a do baráže se dostal právě tým ze Slaného.[1]

### Skupina C
| Poř. | Tým                                                                      | Z | V | VP | PP | P | VG | OG | B |
| ---- | ------------------------------------------------------------------------ | - | - | -- | -- | - | -- | -- | - |
| 1.   | HC Moravské Budějovice 2005 (přeborník Jihomoravského krajského přeboru) | 2 | 1 | 0  | 0  | 1 | 7  | 6  | 3 |
| 2.   | HC Orlová (přeborník Moravskoslezského krajského přeboru)                | 2 | 1 | 0  | 0  | 1 | 6  | 7  | 3 |

- Po dvou zápasech (první 3:2 pro Mor. Budějovice, druhý 3:4 pro Orlovou) měly oba týmy stejný počet bodů a stejné skóre. Následovalo prodloužení, ve kterém HC Moravské Budějovice 2005 vstřelily rozhodující branku a postoupily do baráže o 2. ligu proti poslednímu celku skupiny východ - HC RT Rotax Poruba.

## Baráž o 2. ligu
- Hráno jako série na dvě vítězná utkání.

### Západ
- HC Baník Sokolov - UHK Lev Slaný 7:2 (1:0, 4:0, 2:2)
- UHK Lev Slaný - HC Baník Sokolov 4:6 (1:4, 1:1, 2:1)
- HC Baník Sokolov vyhrál sérii 2:0 a udržel se ve 2. lize.

### Střed
- TJ Sršni Kutná Hora - HC Tábor 1:3 (0:1, 1:1, 0:1)
- HC Tábor - TJ Sršni Kutná Hora 4:3 (P) (3:1, 0:0, 0:2 - 1:0)
- HC Tábor vyhrál sérii 2:0 a postoupil do 2. ligy.

### Východ
- HC RT Torax Poruba - HC Moravské Budějovice 2005 4:2 (2:1, 1:0, 1:1)
- HC Moravské Budějovice 2005 - HC RT Torax Poruba 2:5 (0:2, 0:2, 2:1)
- HC RT Torax Poruba vyhrála sérii 2:0 a udržela se ve 2. lize.